# Luisa Lotrinská
Luisa Lotrinská (30. dubna 1553, Nomeny – 29. ledna 1601, Moulins) byla provdaná francouzská královna v letech 1575–1589. Náležela k rodu Vaudémont, mladší větvi lotrinského vévodského domu. Již jako batole se stala polovičním sirotkem. Díky podobnosti s Marií Klévskou se provdala za krále francouzského a polského Jindřicha III., kterému však neporodila žádného potomka. Po jeho smrti se uchýlila do ústraní.

## Život

### Původ, mládí
Luisa přišla na svět jako nejmladší dcera vaudémontského hraběte Mikuláše (1524–1577) a Markéty z Egmontu (1517–1554). Otec byl druhým synem lotrinského vévody Antonína II. a jako takový se vydal na duchovní dráhu. Od roku 1543 působil jako métský biskup a o rok později také jako biskup verdunský. V roce 1548 se vzdal kněžského života a přijal titul vaudémontského hraběte. Po zásahu francouzského krále Jindřicha II. se v roce 1552 stal regentem Lotrinského vévodství za svého neplnoletého synovce Karla. V letech 1563 až 1569 spravoval Mercoeur a v roce 1569 usedl na mercoeurský vévodský stolec. Matka byla dcerou egmontského hraběte Jana IV. a za otce se provdala 1. května 1549 v Bruselu.
Po matčině smrti v roce 1554 se otec oženil ještě dvakrát. Jeho druhou chotí se 24. února 1555 stala Jana Savojsko-Nemourská (1532–1568) a třetí manželství s Kateřinou Lotrinskou (1550–1606) uzavřel 5. května 1569.
Luisa měla tři starší sourozence: Markétu, Kateřinu a Jindřicha; všichni zemřeli v dětském věku.
Z otcových dalších manželství měla sourozenců jedenáct, čtyři zemřeli v dětském věku.
Luisino dětství a mládí nebylo příliš šťastné, již jako roční batole ztratila matku a již od dvou let vyrůstala pod dohledem matky nevlastní. Pro otce byla pouze dívkou, a tedy sňatkovým zbožím, jak bylo v tehdejších dobách obvyklé.
Jana Savojská se postarala, aby se její nevlastní dceři dostalo klasického vzdělání a v deseti letech jí poslala ke dvoru do Nancy. Druhá nevlastní matka, o pouhé tři roky starší Kateřina Lotrinská, však pastorkyni Luisu nesnášela a držela ji od rodiny co nejdále. Z těchto důvodů z Luisy vyrostla tichá a velice zbožná mladá žena, arci velice půvabná, plavých vlasů a světlé pleti, se světle hnědýma očima a štíhlou postavou.

### Manželství

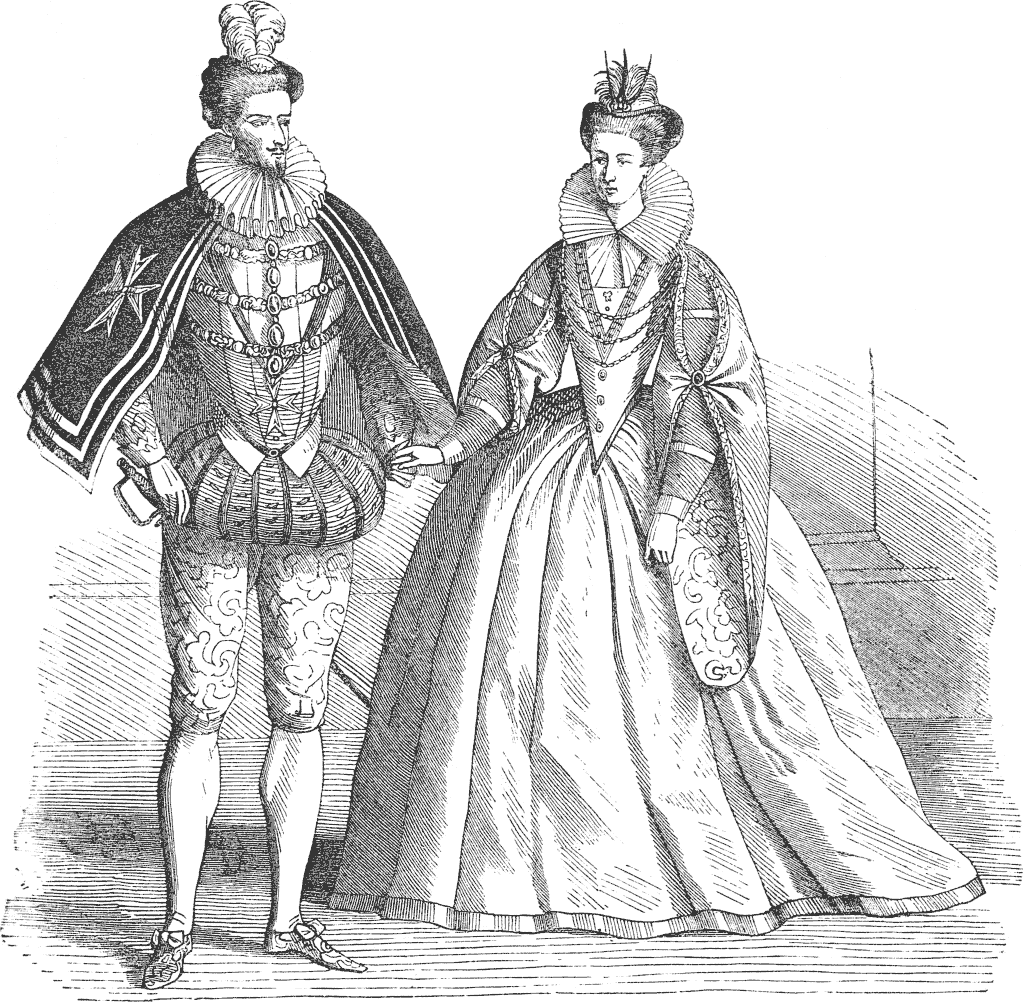
Královna Luisa s manželem Jindřichem III.

V roce 1574 se poprvé setkala s vévodou z Anjou, v té době nově zvoleným polským králem Jindřichem z Valois. Jindřich byl na cestě do své nové rezidence v Krakově a cestou v Nancy navštívil svou sestru Klaudii, provdanou za Luisina bratrance Karla III. Luisa na něj velmi zapůsobila, protože byla nejen plavá, krásná a elegantní, ale především velmi podobná jeho velké lásce Marii Klévské (1553–1574), která však byla již provdána za prince Jindřicha I. z Condé.
Po smrti svého bratra Karla IX. se Jindřich vrátil zpět do vlasti, aby se ujal vlády nad Francouzským královstvím. Jeho manželkou se po rozvodu měla stát Marie Klévská, ta však krátce na to zemřela. Nový francouzský král Jindřich III. se tedy rozhodl za ženu pojmout Luisu, a to nejen z důvodu podobnosti jeho velké lásce, ale i pro její laskavost a křehkost, neboť měl strach z dominantních žen, jakou byla jeho matka Kateřina Medicejská.
Jindřich III. vyslal k Luisině rodině i přes matčin nesouhlas Filipa Huraulta, hraběte z Cheverny, a Michela du Guasta, aby s nevěstinou rodinou uzavřeli svatební smlouvu. Když vyslanci dorazili k jejímu otci, nebyla Luisa přítomna, protože konala pouť do Saint-Nicolas-de-Port. Otec na její návrat nečekal a svůj souhlas udělil.
Král navrhl šaty pro sebe i pro svou budoucí manželku a osobně jí upravil vlasy, čímž se svatba, původně plánovaná na ráno, přesunula na odpoledne.
Pár 15. února 1575 v Katedrále Notre Dame v Remeši oddal kardinál Karel Bourbonský. Sňatek se tak uskutečnil pouhé dva dny po Jindřichově korunovaci francouzským králem.

### Francouzskou královnou
Manželství nebylo zpočátku snadné, protože její tchyní byla Kateřina Medicejská, ale královna matka časem ocenila snašinu vlídnost a pokoru. Navíc Luisa manžela zbožňovala, ačkoliv jeho to rozčilovalo. Nemohli spolu mít děti, takže následníkem a dědicem francouzského trůnu se stal králův švagr Jindřich III. Navarrský; pod tímto tlakem se manželství stalo nešťastným. Luisa hubla a trpěla depresemi, spolu s manželem přinášela zbožné oběti a konala prosebné pouti za narození synů, zejména do Chartres. Luisa věřila, že na jaře 1576 prodělala potrat a pokud tomu tak bylo, je možné, že jeho následky zabránily dalšímu těhotenství.
Jindřich III. byl své manželce často nevěrný, svou ženu však přesto upřímně miloval a Luisa se života svého manžela účastnila více než kterákoliv jiná královna. Objevovala se po jeho boku v bezpočtu obřadů, ceremoniálů a oslav, dokonce byla přítomna u státnických zasedání (např. při zasedání Královské rady 2. prosince 1576). 31. května 1578 se spolu s Kateřinou Medicejskou zúčastnila položení základního kamene mostu Pont Neuf.

### Bílá královna vdova
Po smrti tchyně v roce 1589 Luisa zdědila zámek Chenonceau, kde 2. srpna obdržela smutnou zprávu o zavraždění svého manžela dominikánem Jacquesem Clémentem. Vévodkyně z Berry, jak zněl její nový titul, tvář zahalila bílým závojem a oblékla bílé šaty; tento smuteční oděv již neodložila, a proto byla od té doby zvána „bílou královnou (La Reine blanche)“. Své úsilí soustředila na rehabilitaci památky manžela, jenž byl exkomunikován papežem poté, co uzavřel příměří se svým exkomunikovaným následníkem Jindřichem Navarrským, vůdcem hugenotů. Nejprve se obrátila na nového krále Jindřicha IV. a poté se 1. října 1589 odebrala do Říma k papeži.
Až do smrti pobývala na svém zámku, kde nechala zdi svého pokoje natřít černě se stříbrnými pohřebními motivy.
Zemřela v Moulins, Allier 29. ledna roku 1601 a byla pohřbena v kapucínském klášteře. Roku 1817 byly její ostatky přeneseny do Baziliky Saint-Denis, kde do francouzské revoluce spočívaly ostatky francouzských králů, tedy i jejího manžela.

### Předkové
|                 |                         |  |                     |                        |  |  |  |  |  |  |  | Fridrich II. z Vaudémontu |
|                 |                         |  |                     |                        |  |  |  |  |  |  |  |                           |
|                 | René II. Lotrinský      |  |                     |                        |  |  |  |  |  |  |  |                           |
|                 |                         |  |                     |                        |  |  |  |  |  |  |  |                           |
|                 |                         |  |                     | Jolanda Lotrinská      |  |  |  |  |  |  |  |                           |
|                 |                         |  |                     |                        |  |  |  |  |  |  |  |                           |
|                 | Antonín Lotrinský       |  |                     |                        |  |  |  |  |  |  |  |                           |
|                 |                         |  |                     |                        |  |  |  |  |  |  |  |                           |
|                 |                         |  |                     | Adolf z Guelders       |  |  |  |  |  |  |  |                           |
|                 |                         |  |                     |                        |  |  |  |  |  |  |  |                           |
|                 | Filipa z Guelders       |  |                     |                        |  |  |  |  |  |  |  |                           |
|                 |                         |  |                     |                        |  |  |  |  |  |  |  |                           |
|                 |                         |  |                     | Kateřina Bourbonská    |  |  |  |  |  |  |  |                           |
|                 |                         |  |                     |                        |  |  |  |  |  |  |  |                           |
|                 | Mikuláš Mercoeurský     |  |                     |                        |  |  |  |  |  |  |  |                           |
|                 |                         |  |                     |                        |  |  |  |  |  |  |  |                           |
|                 |                         |  |                     | Ludvík z Montpensier   |  |  |  |  |  |  |  |                           |
|                 |                         |  |                     |                        |  |  |  |  |  |  |  |                           |
|                 | Gilbert z Montpensier   |  |                     |                        |  |  |  |  |  |  |  |                           |
|                 |                         |  |                     |                        |  |  |  |  |  |  |  |                           |
|                 |                         |  |                     | Gabrielle de La Tour   |  |  |  |  |  |  |  |                           |
|                 |                         |  |                     |                        |  |  |  |  |  |  |  |                           |
|                 | Renata Bourbonská       |  |                     |                        |  |  |  |  |  |  |  |                           |
|                 |                         |  |                     |                        |  |  |  |  |  |  |  |                           |
|                 |                         |  |                     | Federico I. Gonzaga    |  |  |  |  |  |  |  |                           |
|                 |                         |  |                     |                        |  |  |  |  |  |  |  |                           |
|                 | Klára Gonzagová         |  |                     |                        |  |  |  |  |  |  |  |                           |
|                 |                         |  |                     |                        |  |  |  |  |  |  |  |                           |
|                 |                         |  |                     | Markéta Bavorská       |  |  |  |  |  |  |  |                           |
|                 |                         |  |                     |                        |  |  |  |  |  |  |  |                           |
| Luisa Lotrinská |                         |  |                     |                        |  |  |  |  |  |  |  |                           |
|                 |                         |  |                     |                        |  |  |  |  |  |  |  |                           |
|                 |                         |  | Vilém IV. z Egmontu |                        |  |  |  |  |  |  |  |                           |
|                 |                         |  |                     |                        |  |  |  |  |  |  |  |                           |
|                 | Jan III. z Egmontu      |  |                     |                        |  |  |  |  |  |  |  |                           |
|                 |                         |  |                     |                        |  |  |  |  |  |  |  |                           |
|                 |                         |  |                     | Walpurgis z Mörsu      |  |  |  |  |  |  |  |                           |
|                 |                         |  |                     |                        |  |  |  |  |  |  |  |                           |
|                 | Jan IV. z Egmontu       |  |                     |                        |  |  |  |  |  |  |  |                           |
|                 |                         |  |                     |                        |  |  |  |  |  |  |  |                           |
|                 |                         |  |                     | Jiří II. z Werdenbergu |  |  |  |  |  |  |  |                           |
|                 |                         |  |                     |                        |  |  |  |  |  |  |  |                           |
|                 | Magdaléna z Werdenburku |  |                     |                        |  |  |  |  |  |  |  |                           |
|                 |                         |  |                     |                        |  |  |  |  |  |  |  |                           |
|                 |                         |  |                     | Kateřina Bádenská      |  |  |  |  |  |  |  |                           |
|                 |                         |  |                     |                        |  |  |  |  |  |  |  |                           |
|                 | Markéta z Egmontu       |  |                     |                        |  |  |  |  |  |  |  |                           |
|                 |                         |  |                     |                        |  |  |  |  |  |  |  |                           |
|                 |                         |  |                     | Jakub I. z Fiennes     |  |  |  |  |  |  |  |                           |
|                 |                         |  |                     |                        |  |  |  |  |  |  |  |                           |
|                 | Jakub II. Lucemburský   |  |                     |                        |  |  |  |  |  |  |  |                           |
|                 |                         |  |                     |                        |  |  |  |  |  |  |  |                           |
|                 |                         |  |                     | Marie z Berlaymont     |  |  |  |  |  |  |  |                           |
|                 |                         |  |                     |                        |  |  |  |  |  |  |  |                           |
|                 | Františka Lucemburská   |  |                     |                        |  |  |  |  |  |  |  |                           |
|                 |                         |  |                     |                        |  |  |  |  |  |  |  |                           |
|                 |                         |  |                     | Jan V. La Gruuthuse    |  |  |  |  |  |  |  |                           |
|                 |                         |  |                     |                        |  |  |  |  |  |  |  |                           |
|                 | Markéta z Brugg         |  |                     |                        |  |  |  |  |  |  |  |                           |
|                 |                         |  |                     |                        |  |  |  |  |  |  |  |                           |
|                 |                         |  |                     | Marie z Auxy           |  |  |  |  |  |  |  |                           |
|                 |                         |  |                     |                        |  |  |  |  |  |  |  |                           |

### Portréty Luisiných příbuzných z manželovy strany
Uprostřed tchán Jindřich II. s chotí Kateřinou Medicejskou, v levém horním rohu švagr František II. s chotí Marií Stuartovnou, v pravém horním rohu rodiče tchána Klaudie Francouzská s manželem Františkem I., vpravo švagr Karel IX. s chotí Alžbětou Habsburskou.
Dole zleva doprava teta Kristina Dánská, její manžel bratranec Karel III. Lotrinský s chotí švagrovou Klaudií z Valois, švagr František z Anjou a švagrová Alžběta z Valois.
Luisa s manželem Jindřichem III. jsou vlevo od Jindřicha II.